# Station Oullins
Station Oullins is een spoorwegstation aan de spoorlijn Moret-Veneux-les-Sablons - Lyon-Perrache. Het ligt in de Franse plaats Oullins, vlak bij Lyon in het departement Rhône (Auvergne-Rhône-Alpes).

## Ligging
Het station ligt op kilometerpunt 555,074 van de Spoorlijn Moret-Veneux-les-Sablons - Lyon-Perrache.

## Diensten
Het station wordt aangedaan door treinen van TER Rhône-Alpes tussen Lyon-Perrache en Givors-Ville.
Op het station kan worden overgestapt op metrolijn B van de metro van Lyon via metrostation Gare d'Oullins.